# Vladimirovăț, Banatul de Sud
Vladimirovăț (alternativ: Petrovasâla, sârbă Vladimirovac, maghiară Petre, germană Petersdorf) este o localitate în Districtul Banatul de Sud, Voivodina, Serbia.

## Istorie
Vladimirovăț a fost înființată în luna mai a anului 1808, în urma colonizării a 121 de familii de români din Jamu, 106 familii de români din Clopodia și câteva familii din Surduk. Noul așezământ, numit Petrovoselo, a fost denumit după generalul Petru Duka. Petrovoselo a fost încredințat unei companii de colonizatori pe granița militară a Banatului în cadrul Monarhiei Habsburgice, pe teritoriul regimentelor germano-banatene cu sediul în Pančevo, între Banatsko Novo Selo și Alibunar. În anii următori, au avut loc noi colonizări în 1812-1813, 1823, dar și ulterior. În anul 1811, Petrovoselo avea 1564 de locuitori, dintre care 827 erau bărbați și 737 erau femei. Datorită noilor valuri de colonizare și a creșterii natalității, numărul locuitorilor a crescut constant în secolul al XIX-lea. În anul 1868, s-au născut nu mai puțin de 269 de copii și s-au încheiat 58 de căsătorii între cupluri din Petrovoselo. La începutul secolului al XX-lea, Vladimirovăț avea 6031 de locuitori. În primele decenii ale secolului XX, natalitatea în Vladimirovăț a scăzut, astfel încât în anul 1940 numărul locuitorilor era următorul: 4351 români, 372 sârbi, 89 romi, 44 germani, 7 maghiari, 1 rus și 1 bielorus, în total 4905 locuitori. În apropierea satului, începând din anul 1921, au fost colonizați voluntari, veterani de război de pe fronturile din Salonic și Dobrogea, în număr de 120, împreună cu familiile lor (până în 1935).
Pe parcursul a două secole de istorie, Vladimirovăț și-a schimbat numele de mai multe ori. Numele Petrovoselo (sau Petersdorf) din anul 1808 a rămas până în 1880, când a fost schimbat în Torontál-Petrovoszello. În 1898, numele s-a schimbat în Román-Petre, iar în 1911 a fost redenumit Petre. O nouă autoritate a Regatului Sârbilor, Croaților și Slovenilor a readus numele localității la Petrovo Selo, apoi în 1922 a fost schimbat în Vladimirovac, nume care a rămas. Populația română numește acest loc Petrovasâla sau Pătrovăsâla.
În anul 1843, avea o parohie ortodoxă cu 3936 de credincioși și trei preoți, iar în școală erau doi învățători și 452 de elevi. Biserica actuală a fost construită în perioada 1859-1863. Pe 8 decembrie 1894, a fost inaugurată stația de cale ferată pentru linia Vârșeț - Cuvin, iar pe 26 august 1896, pentru linia spre Pančevo.

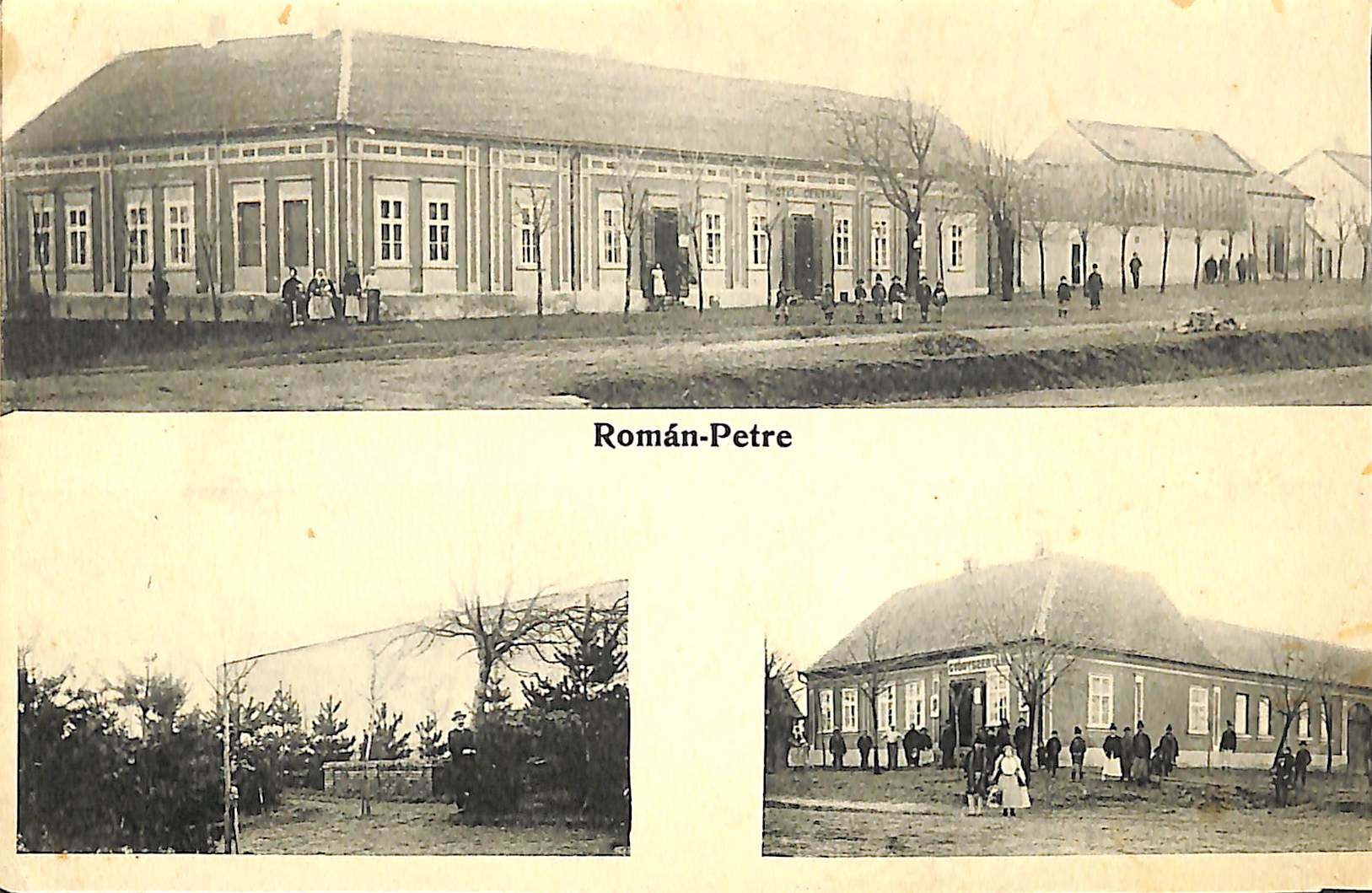
Vladimirovăț pe o vedere

La aproximativ 4 km nord-vest de sat se află dealul Mošonda (Moșonda Mare), unde se întindea așezarea medievală Maksond (Maxond), menționată pentru prima dată în 1370. În 1385, a devenit parte a comitatului. Maksond a fost centrul districtului. Se știe că o așezare din acest district se numea Berča (Pirinča). Regele Sigismund i-a oferit așezarea Maksond prințului bulgar Frujin, care s-a salvat cu bogăția sa. În 1456, Maksond a fost în posesia lui Ioan Huniade. Mai târziu, a fost distrusă de turci. Pe baza lui Maksond, Câmpia Banatului a fost numită "Campus Maxons".

## Demografie

### Populația în 1881
În anul 1881 la Vladimirovăț locuiau 5436 de persoane, din care 5018 români, 106 germani și 312 din alte etnii.
În anul 1910, dintr-un total de 5927 de locuitori, 5507 erau de origine română, 47 erau de origine maghiară, 95 erau de origine germană, 8 erau de origine slovacă, 2 erau de origine croată, 85 erau de origine sârbă, iar 93 erau de alte etnii (în cea mai mare parte cehi, romi, bulgari) din punct de vedere al limbii materne. Din aceștia, 138 erau de religie romano-catolică, 5 erau de religie greco-catolică, 12 erau de religie reformată, 6 erau de religie evanghelică luterană, 5627 erau de religie ortodoxă greco-catolică, 8 erau de religie mozaică, iar 41 erau de alte religii (în cea mai mare parte fără afiliere religioasă - "[[nazareni]]"). Din locuitori, 2174 știau să scrie și să citească.
Conform recensământului din 2002, în localitatea Vladimirovac trăiau 4.111 de locuitori (în scadere comparativ cu recensământul din 1991, când erau înregistrați 4.539 de locuitori).
În Vladimirovac locuiesc 3.188 de persoane adulte, iar vârsta medie a locuitorilor este de 39,5 ani (38,2 ani pentru bărbați și 40,8 ani pentru femei). În localitate există 1.295 de gospodării, iar numărul mediu de membri într-o gospodărie este de 3,17.

Populația în această localitate este neomogenă, cu o majoritate relativă de etnie sârbă, iar în ultimele patru recensăminte s-a înregistrat o scădere a numărului de locuitori.
| \| Componența etnică conform recensământului din 2002 în Vladimirovac este următoarea: \| Componența etnică conform recensământului din 2002 în Vladimirovac este următoarea: \| Componența etnică conform recensământului din 2002 în Vladimirovac este următoarea: \| Componența etnică conform recensământului din 2002 în Vladimirovac este următoarea: \| Componența etnică conform recensământului din 2002 în Vladimirovac este următoarea: \| \| ----------------------------------------------------------------------------------- \| ----------------------------------------------------------------------------------- \| ----------------------------------------------------------------------------------- \| ----------------------------------------------------------------------------------- \| ----------------------------------------------------------------------------------- \| \| \| \| \| \| \| \| Sârbi \| Sârbi \| \| 2259 \| 54,95% \| \| Români \| Români \| \| 1424 \| 34,63% \| \| Romi \| Romi \| \| 110 \| 2,67% \| \| Maghiari \| Maghiari \| \| 22 \| 0,53% \| \| Macedoneni \| Macedoneni \| \| 17 \| 0,41% \| \| Iugoslavi \| Iugoslavi \| \| 15 \| 0,36% \| \| Croați \| Croați \| \| 14 \| 0,34% \| \| Slovaci \| Slovaci \| \| 14 \| 0,34% \| \| Muntenegreni \| Muntenegreni \| \| 11 \| 0,26% \| \| Sloveni \| Sloveni \| \| 6 \| 0,14% \| \| Vlahi \| Vlahi \| \| 3 \| 0,07% \| \| Germani \| Germani \| \| 2 \| 0,04% \| \| Bulgari \| Bulgari \| \| 2 \| 0,04% \| \| Cehi \| Cehi \| \| 1 \| 0,02% \| \| Musulmani \| Musulmani \| \| 1 \| 0,02% \| \| Albanezi \| Albanezi \| \| 1 \| 0,02% \| \| necunoscut \| necunoscut \| \| 153 \| 3,72% \| |              |  |      |        |
| Componența etnică conform recensământului din 2002 în Vladimirovac este următoarea: |              |  |      |        |
| |              |  |      |        |
| Sârbi | Sârbi        |  | 2259 | 54,95% |
| Români | Români       |  | 1424 | 34,63% |
| Romi | Romi         |  | 110  | 2,67%  |
| Maghiari | Maghiari     |  | 22   | 0,53%  |
| Macedoneni | Macedoneni   |  | 17   | 0,41%  |
| Iugoslavi | Iugoslavi    |  | 15   | 0,36%  |
| Croați | Croați       |  | 14   | 0,34%  |
| Slovaci | Slovaci      |  | 14   | 0,34%  |
| Muntenegreni | Muntenegreni |  | 11   | 0,26%  |
| Sloveni | Sloveni      |  | 6    | 0,14%  |
| Vlahi | Vlahi        |  | 3    | 0,07%  |
| Germani | Germani      |  | 2    | 0,04%  |
| Bulgari | Bulgari      |  | 2    | 0,04%  |
| Cehi | Cehi         |  | 1    | 0,02%  |
| Musulmani | Musulmani    |  | 1    | 0,02%  |
| Albanezi | Albanezi     |  | 1    | 0,02%  |
| necunoscut | necunoscut   |  | 153  | 3,72%  |

## Imagini

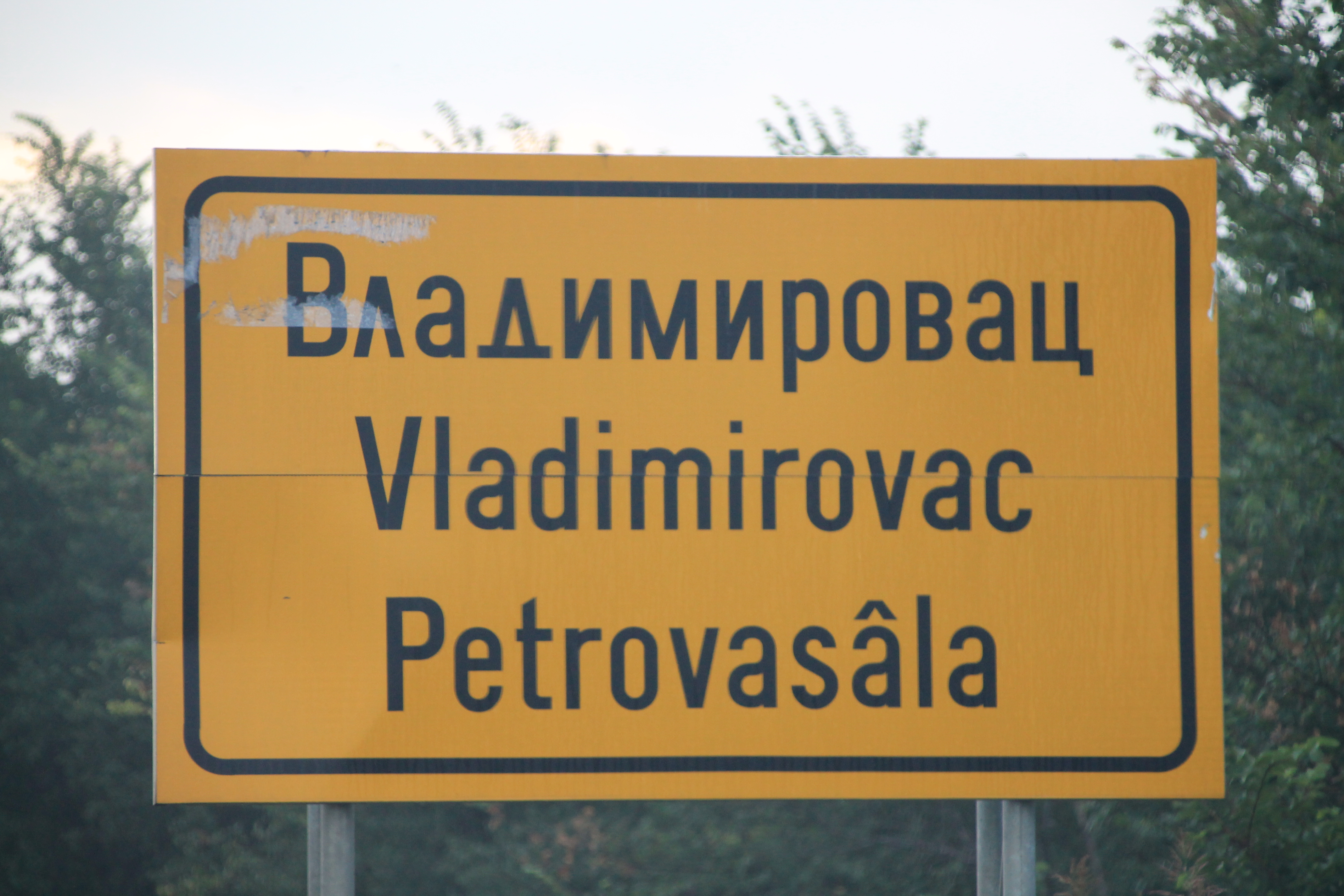
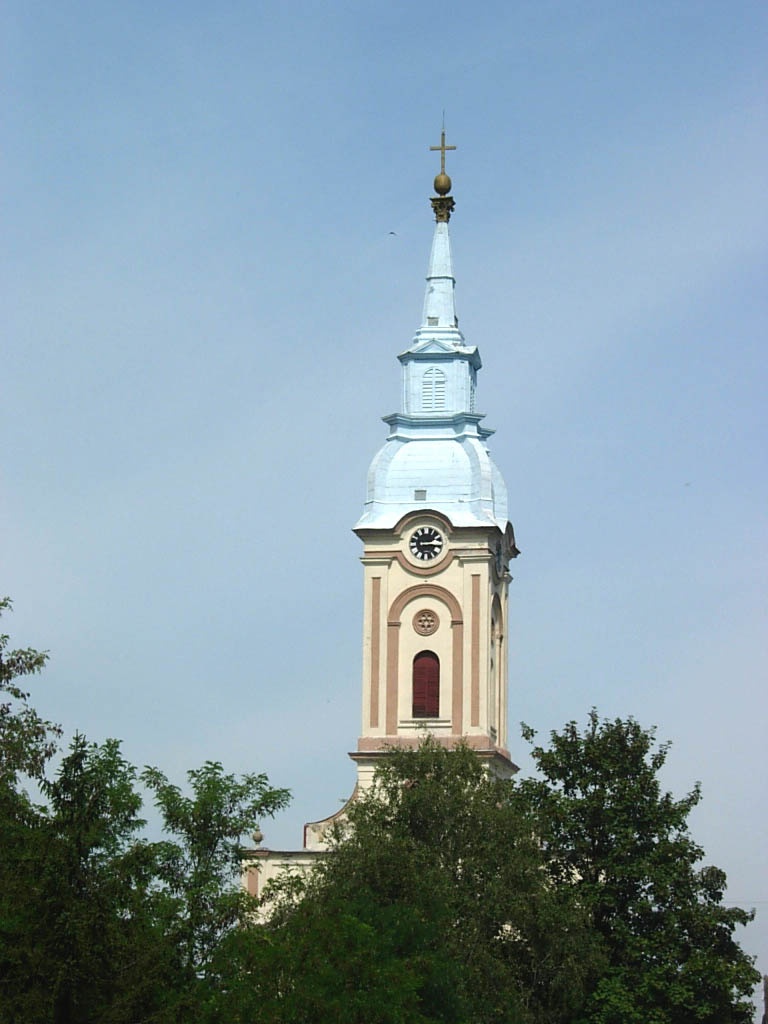
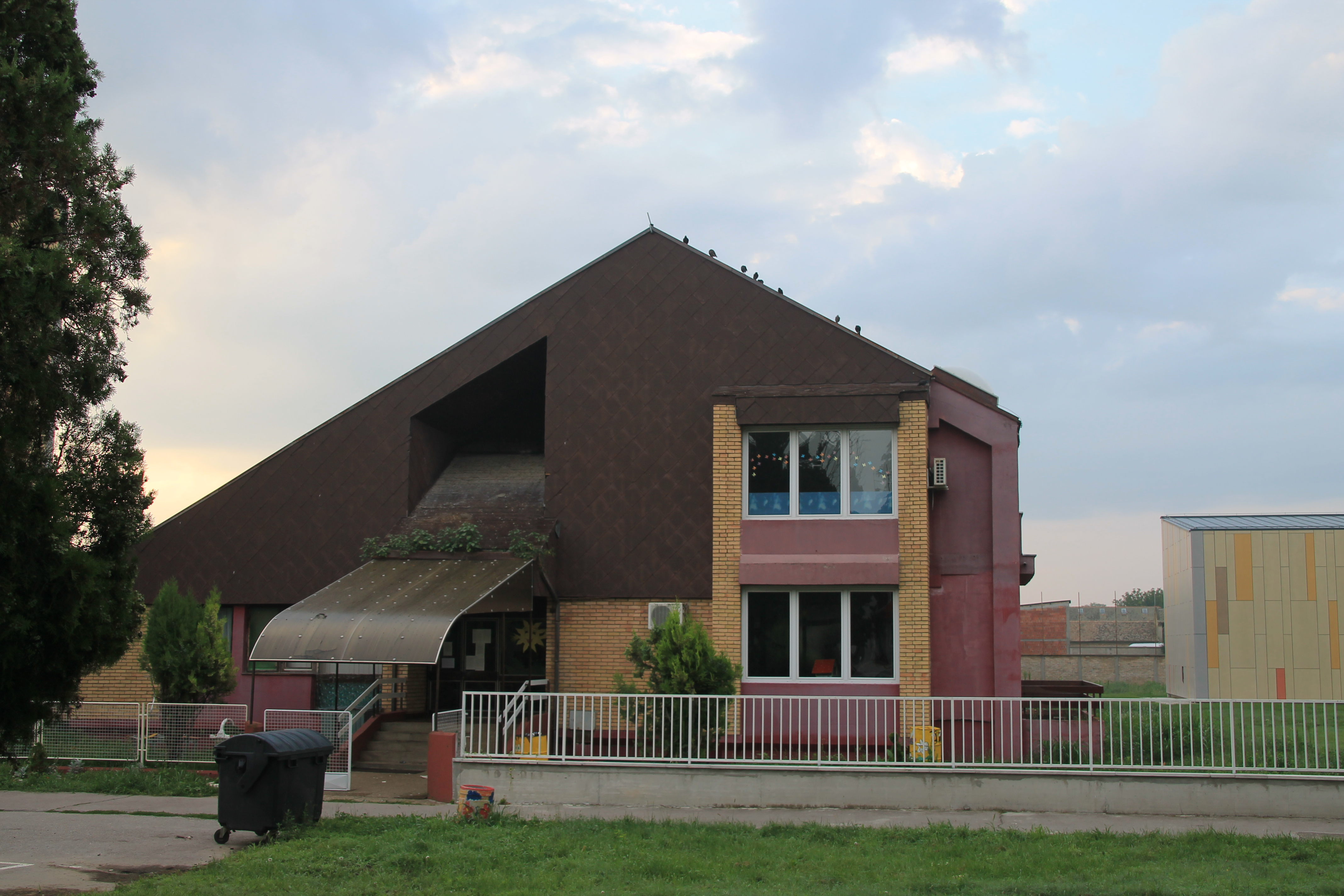
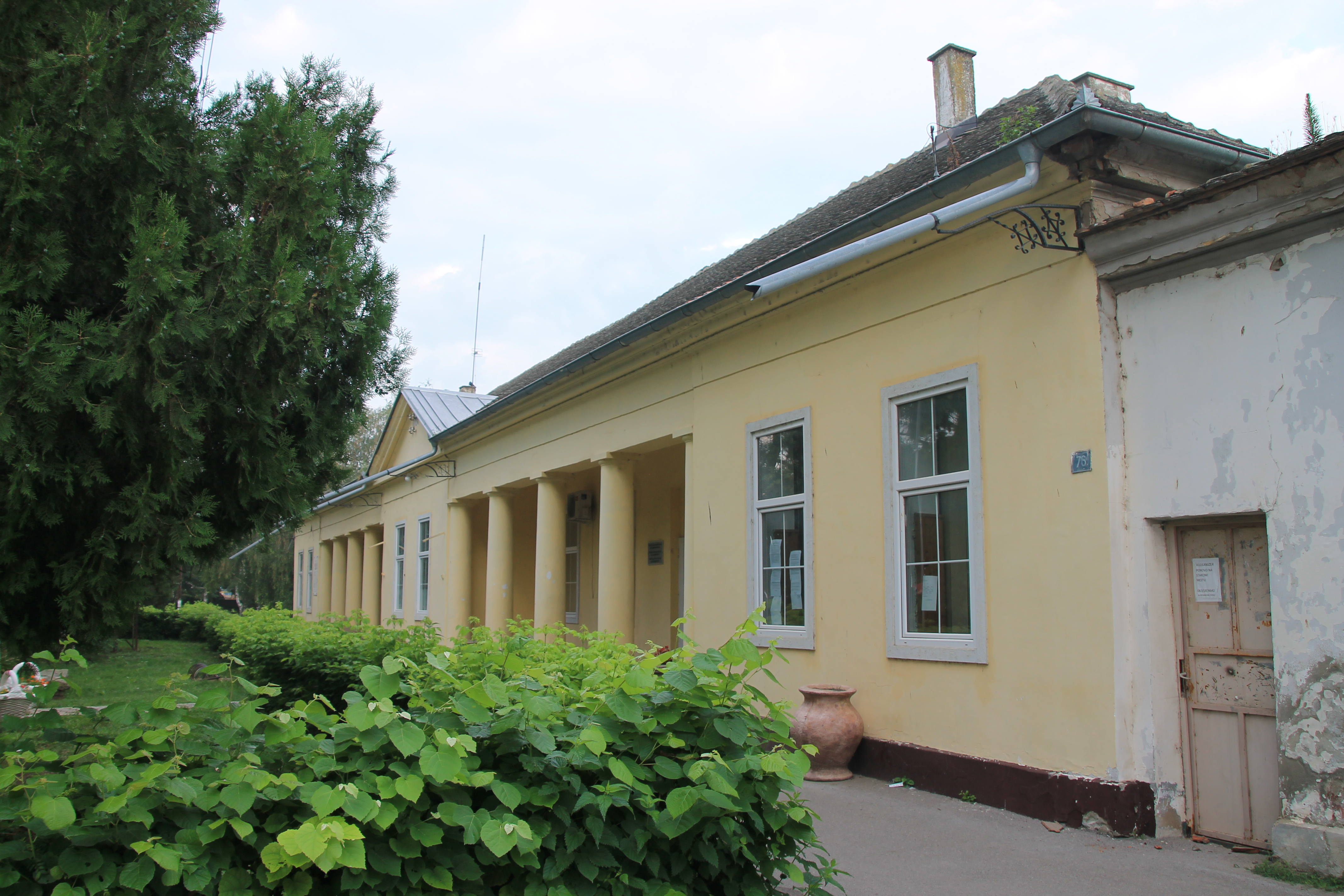

## Personalități
- Baba Anujka[6]